# Les Incomprises
Pour plus de détails, voir Fiche technique et Distribution.
Les Incomprises (titre original : The Restless Sex) est un film américain réalisé par Robert Z. Leonard, sorti en 1920.

## Synopsis
Stéphanie vit difficilement la mort de John Cleland, son père adoptif, et le départ de son fils Jim, qu'elle aime. Jim voyage en Europe pour terminer ses études, et Stéphanie est laissée aux bons soins de Grismer, l'exécuteur testamentaire de Cleland. Stéphanie se prend d'affection pour Oswald, le fils de Grismer. Il arrive que les circonstances les obligent à passer une nuit ensemble dans un motel. La réputation de Stéphanie est si compromise qu'ils décident de se marier. Après la cérémonie, Stéphanie réalise qu'elle n'aime pas son mari et ils vivent alors séparément. Jim revient d'Europe, et Oswald, réalisant que ce dernier est le grand amour de Stéphanie, se suicide pour qu'elle puisse épouser celui qu'elle aime. 

## Fiche technique
- Titre original : The Restless Sex
- Réalisation : Robert Z. Leonard[1] et Leon d'Usseau[2]
- Scénario : Robert Z. Leonard et Leon d'Usseau selon certaines sources[3], Frances Marion selon d'autres sources[4], d'après le roman The Restless Sex de Robert W. Chambers
- Direction artistique : Joseph Urban
- Costumes : Erté
- Photographie : Allen Siegler
- Société de production : Cosmopolitan Productions
- Société de distribution : Famous Players-Lasky Corporation
- Pays d’origine :  États-Unis
- Langue originale : anglais
- Format : noir et blanc — 35 mm — 1,37:1 — Film muet
- Genre : drame
- Durée : 1 982,75 m (7 bobines)
- Dates de sortie :  États-Unis : 12 septembre 1920 (première à New York)
- Licence : domaine public

## Distribution
- Marion Davies : Stéphanie
- Ralph Kellard : Jim Cleland
- Carlyle Blackwell : Oswald Grismer
- Charles Lane : John Cleland
- Robert Vivian : Chiltern Grismer
- Etna Ross : Stéphanie, enfant
- Stephen Carr : Jim, enfant
- Vivian Osborne : Marie Cliff
- Corinne Barker : Helen Davis